# E-Bullion
e-Bullion是由Jim Fayed创立的一种数字黄金货币。公司在2000年12月组建而成，正式运作是在2001年7月4日。和其他竞争对手如e-Gold一样，e-Bullion允许金银在用户帐户之间的及时转帐。e-Bullion是在巴拿马注册的合法公司实体。
2004年底，e-Bullion有605109克存储的黄金，大约价值1200万美元。同时还持有大约2466623克白银，价值3200万美元。

## 特征
和其他任何数字黄金货币一样，主要目标是保护资产脱离法定货币从而避免与之相关的通货膨胀的风险。对比其他数字黄金货币e-Bullion的第一条好处就是没有转帐费用。
- e-Bullion已经把他的主服务器转移到瑞士。冗余服务器和设备也在美国管辖区之外。
- 不像e-Gold，e-Bullion提供他自己的内部货币兑换服务。e-Bullion帐户可以从银行帐户直接存款。
- 也是唯一的一种数字黄金货币：允许直接用贵金属存款帐户或者从帐户赎回贵金属。
- e-Bullion还是第一个发行和帐户关联的借记卡的数字黄金货币。
- 还是第一个使用CRYPTOCard技术从物理上保护用户的帐户。
- 持有的大部分贵金属都在美国之外，分散存储在世界上财富级金库中。
- 用户可以持有或转帐的价值以黄金，白银或者美元计算。

## 批评
e-Bullion的2个金库均在美国，分別在洛杉矶跟特拉华。尽管特拉华的金库没用，但还有小部分贵金属存在洛杉矶，这对于那些担心财产被可能被美国官方查封的人来说是个缺点（参考美国总统6102号令和黄金储备法）。